# Ophrys mouche
Ophrys insectifera
Espèce
Statut de conservation UICN

 LC  : Préoccupation mineure
Statut CITES
Ophrys insectifera, l’ophrys mouche, est une espèce de plantes monocotylédones de la famille des Orchidaceae, de la sous-famille des Orchidoideae, originaire d'Europe. C'est une orchidée terrestre, qui doit son nom à l'apparence de sa fleur (qui ressemble à une mouche sombre).

## Étymologie
- Le nom générique, Ophrus, est un terme grec qui signifie sourcil.
- L'épithète spécifique, Insectifera, dérive du latin insecta (insecte) et fero (je porte).

## Floraison
En France, d'avril à juillet, selon l'altitude.

## Morphologie
- Sépales verts avec nervure verte plus foncée.
- Pétales noirs et très courts.
- Labelle brun noir, trilobé. Le lobe central est lui-même bifide. Macule brun-bleu au centre.
- Loges polliniques rougeâtres.

## Distribution et habitat
L'aire de répartition de l'ophrys mouche comprend presque toute l'Europe; en France, elle est absente en Bretagne et en Corse.
Cette espèce se rencontre en pleine lumière ou à mi-ombre, sur sols surtout calcaires, dans les pelouses, les bois clairs.

## Taxinomie
L'espèce Ophrys insectifera a été décrite en premier par Linné et publiée en 1753 dans son Species plantarum, 2: p. 948.

### Synonymes
Selon The Plant List (17 mai 2021) :
- Arachnites musciflora Schrank[4]
- Arachnites musciflorus (Huds.) F.W.Schmidt
- Epipactis myodes (Jacq.) F.W.Schmidt
- Epipactis myodes F.W. Schmidt[4]
- Malaxis myodes (Jacq.) Bernh.
- Ophrys ambusta F.Picard
- Ophrys insectifera f. apiculata (M.Schulze) Soó
- Ophrys insectifera var. myodes L.[4]
- Ophrys muscaria (Scop.) Lam.
- Ophrys muscifera Huds.[4]
- Ophrys subinsectifera C.E.Hermos. & Sabando
- Orchis insectifera (L.) Crantz
- Orchis muscaria Scop.

### Sous-espèces
Selon World Checklist of Selected Plant Families (WCSP) (17 mai 2021) :
- Ophrys insectifera subsp. aymoninii Breistr., Bull. Soc. Bot. France (1981)
- Ophrys insectifera subsp. insectifera
- Ophrys insectifera subsp. subinsectifera (C.E.Hermos. & Sabando) O.Bolòs & Vigo (2001)

## Protection
L'espèce est classée "LC" : Préoccupation mineure.
Elle est protégée en France dans les régions Auvergne et Nord-Pas-de-Calais; en Lorraine dans le département 54.

## Remarques
Espèce facile à identifier et peu variable.
O. insectifera peut toutefois s'hybrider avec l'espèce assez proche Ophrys aymonini, avec Ophrys holoserica, avec Ophrys sphegodes (voir ci-dessous : Ophrys mouche sur Wikimedia commons).

## Galerie

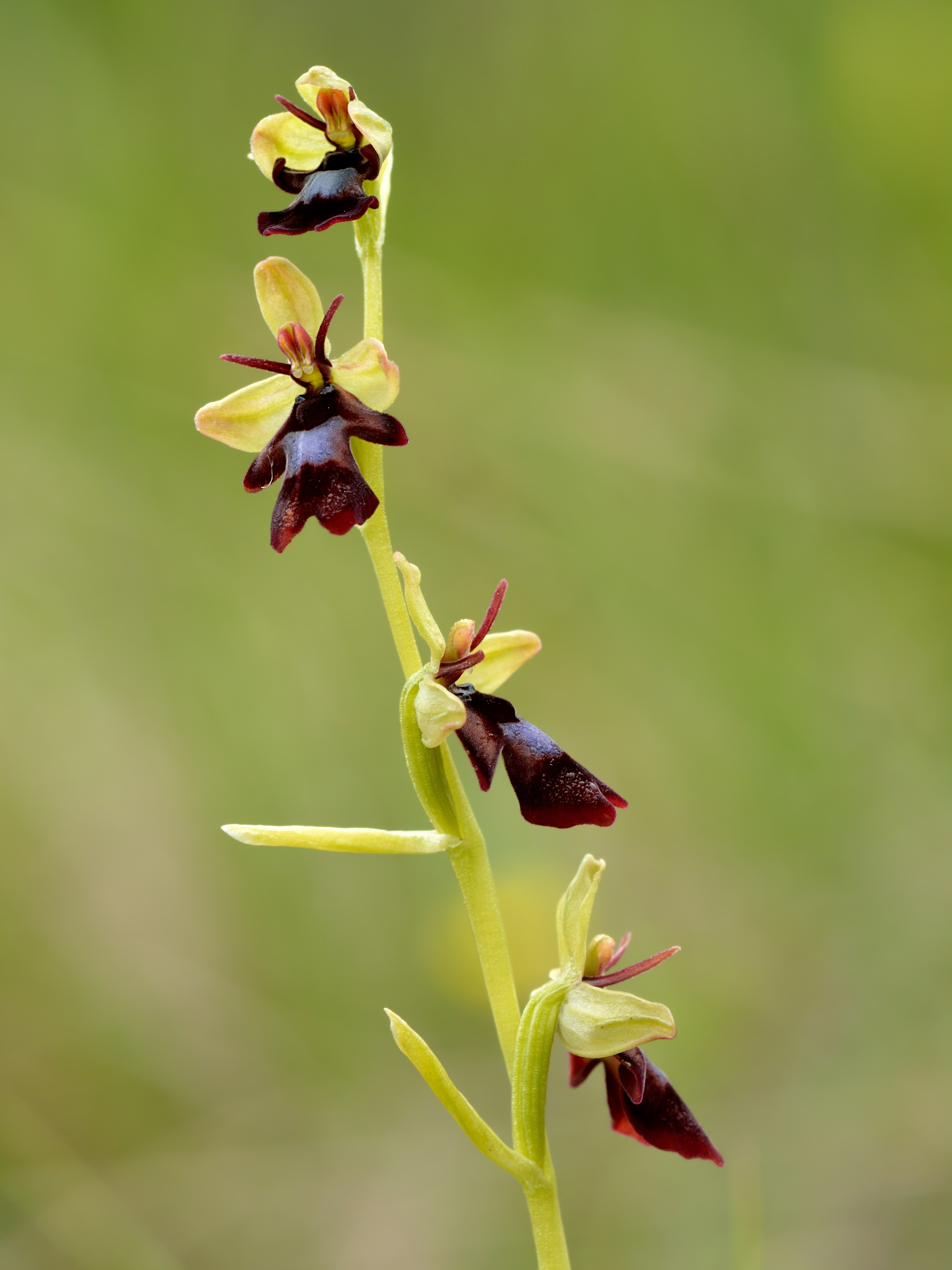
Ophrys insectifera.
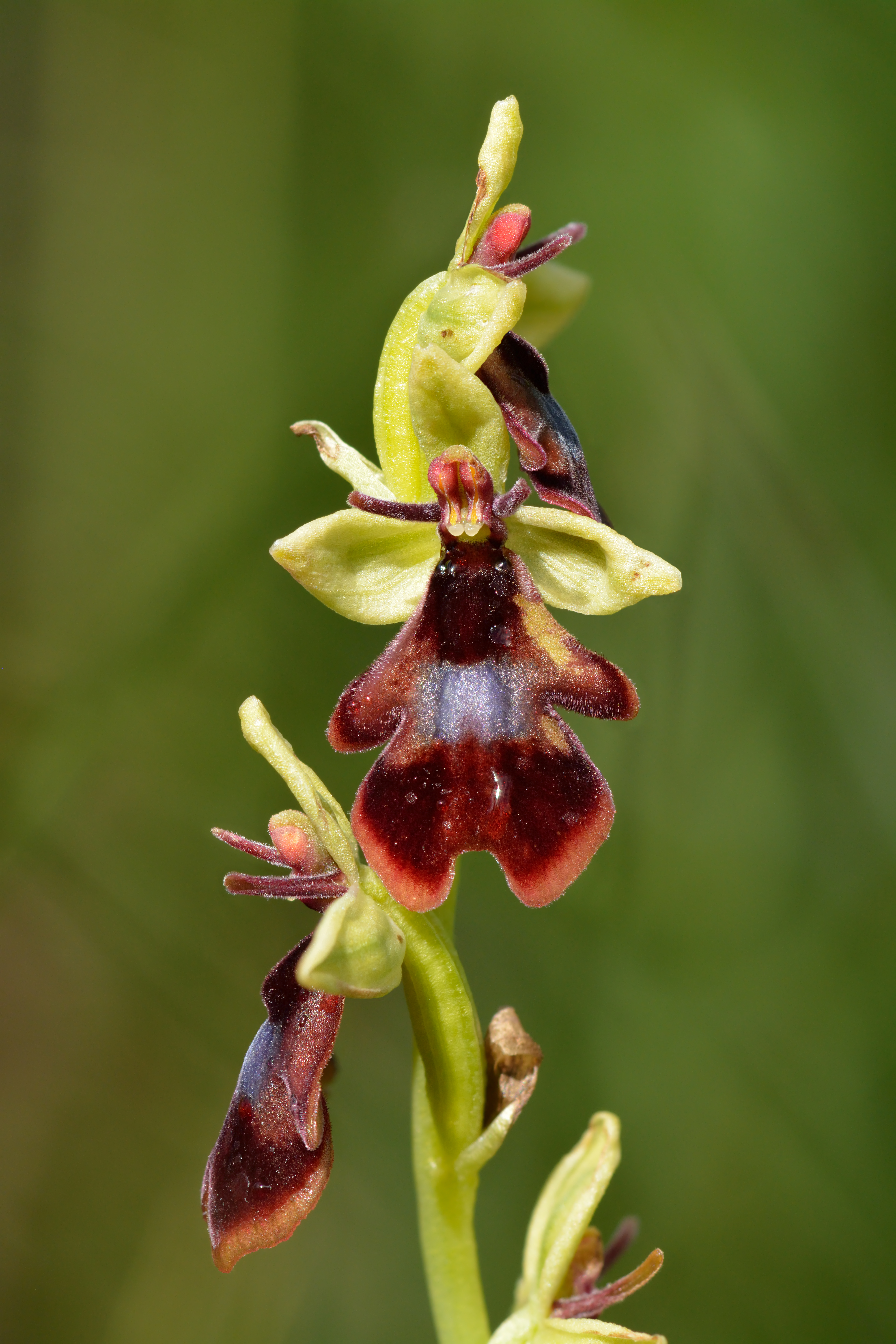
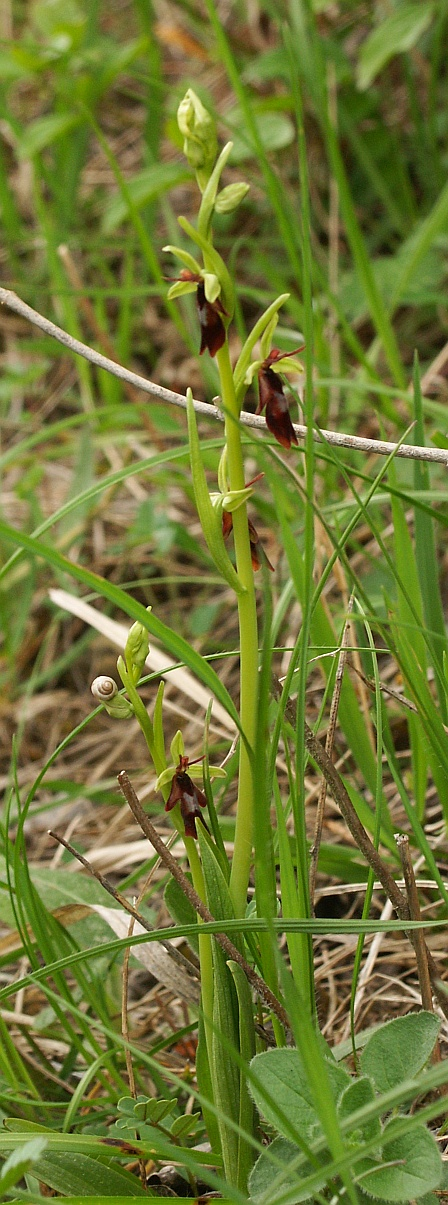
Ophrys insectifera, plante.
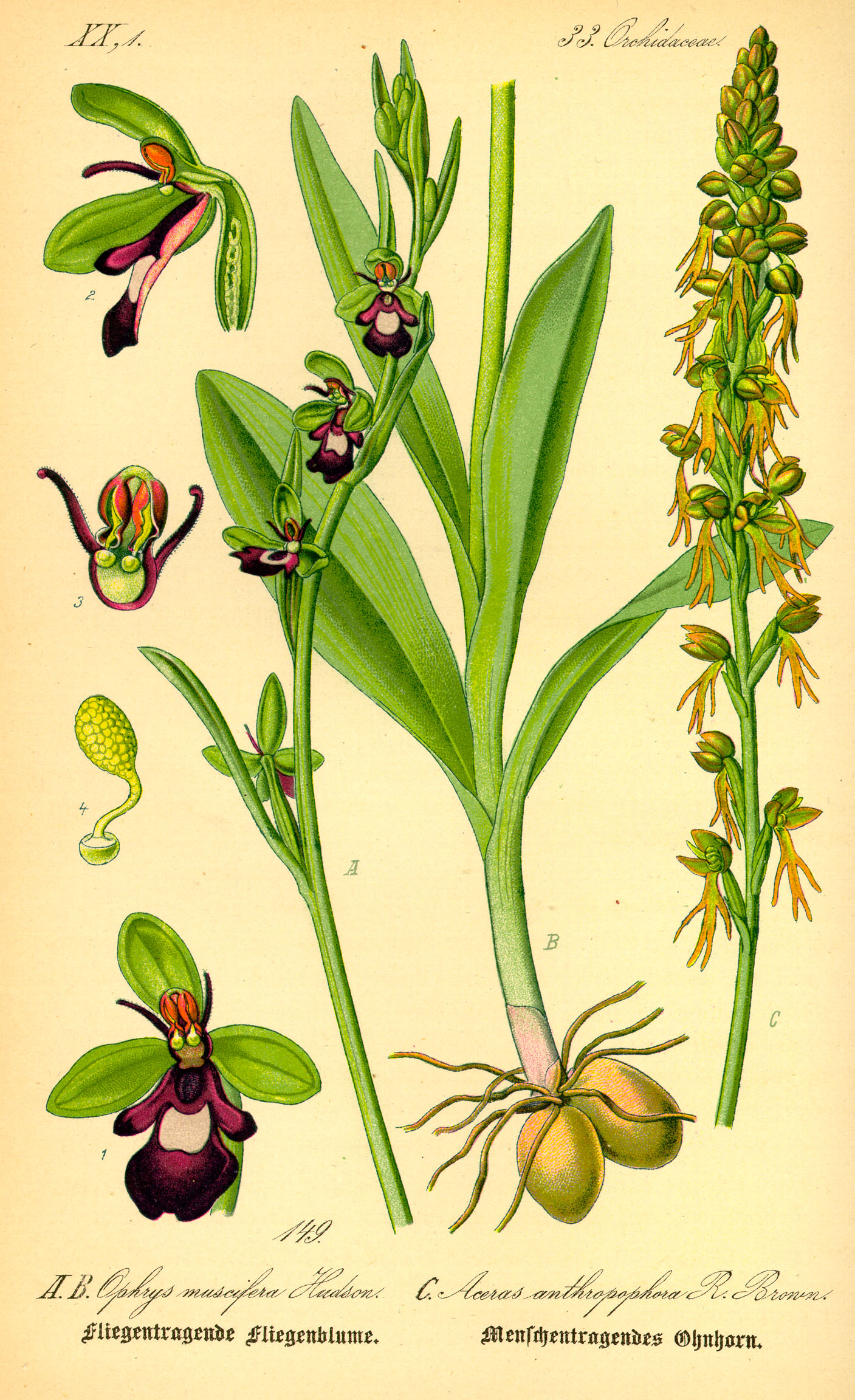
Flora von Deutschland, Oesterreich und der Schweiz (1885), Prof. Dr Otto Wilhelm Thomé.